# Dragonnier des Canaries
Dracaena draco
Espèce
Statut de conservation UICN

 EN B2ab(ii,iii,iv,v) : En danger
Le dragonnier des Canaries (Dracaena draco), ou dragonnier commun, est une espèce de plantes à fleurs monocotylédones de la famille des Liliaceae (ou Dracaenaceae) selon la classification classique, ou des Asparagaceae (ou Ruscaceae) selon la classification phylogénétique. C'est une plante arborescente. 
Le dragonnier des Canaries a l'allure d'un grand parasol qui lorsqu'il est âgé, peut atteindre plus de 20 m de hauteur, avec un large pied évasé portant un houppier très touffu, en forme de calotte sphérique d'une vingtaine de mètres de diamètre, soutenu par un réseau dense de branches entrelacées.
De toute blessure ou incision, s'écoule une résine rouge, connue sous le nom de sang-dragon. Utilisée comme matière médicale et tinctoriale depuis l'Antiquité, elle était très prisée et vendue très cher. La source canarienne s'est tarie au XIXe siècle.
Les populations sauvages sont en déclin depuis longtemps, l'espèce est sur la liste rouge IUCN des espèces en danger de disparition.

## Étymologie et histoire de la nomenclature
Le nom de genre Dracaena dérive du grec drakaina δρακαινα « dragon femelle », l'épithète spécifique latin draco dérive du grec drakôn δρακων « dragon ». Cette appellation, basée sur δρακων drakon désignant en grec divers serpents de grande taille, date de Dioscoride au Ier siècle (voir section Utilisation).
La première description du dragonnier des Canaries se trouve dans le récit de Histoire de la première descouverte et conqueste des Canaries, faite dès l'an 1402 par messire Jean de Béthencourt et traicté de la navigation... où des explorateurs français visitent les îles de La Palma et de Tenerife, garnies disent-ils, de « dragonniers portant sang de dragon », troquent du « sang de dragon » dans un port de Grande Canarie. À Tenerife, ils observent « le plus étrange arbre » appelé Dragon par les habitants, aux branches entrelacées comme les Mandragores et dont le bois contient une poix vermeille.

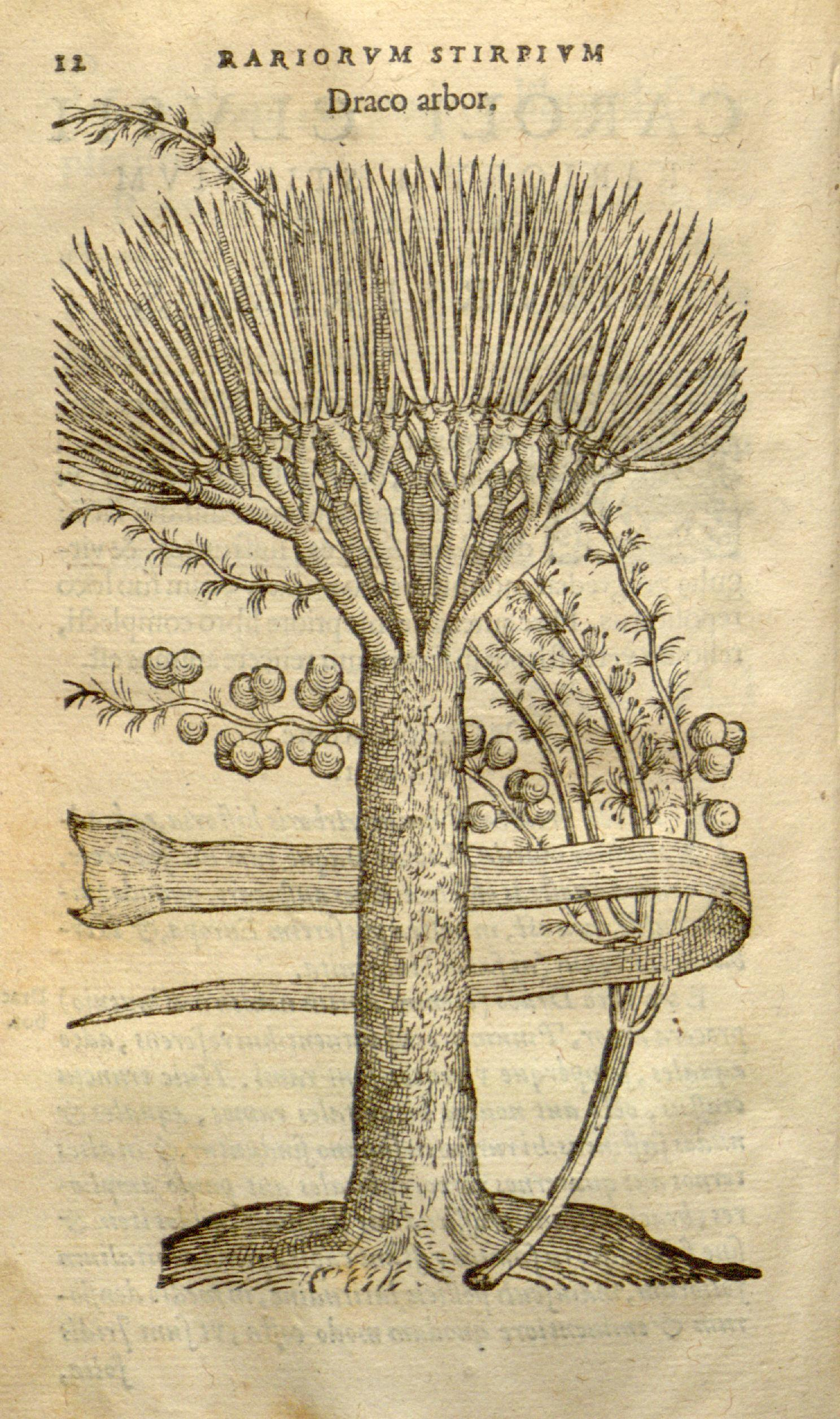
Carolus Clusius

En 1576, un médecin botaniste flamand pré-linnéen, Charles de l'Écluse (dit Carolus Clusius) en donne une description et illustration, dans une flore d'Espagne. Il nomme l'arbre Draco arbor et la résine qu'on en tire Sanguis Draconis.
En 1762, Linné dénomme d'abord l'espèce Asparagus draco dans Species plantarum, classée dans les Hexandria (6 étamines libres) Monogynia (1 pistil).
Puis en 1767, ce même Linné crée le genre Dracaena dans Systema Naturae, ed.12, 2:246, et il prend comme espèce type Asparagus draco  qu'il renomme Dracaena draco.
Pour les rangs taxinomiques supérieurs, Lamarck classe le taxon Dracaena draco en 1783 (dans Encyclopédie méthodique Botanique) dans la famille des Asperges, les Asparagaceae.
Dans la classification classique de Cronquist (1981), le genre Dracaena est classé dans la famille des Liliaceae. Alors qu'il se retrouve dans les Asparagaceae dans la classification phylogénétique APG III (2009).

## Description

### Morphologie
Le dragonnier des Canaries est une plante monocotylédone et à ce titre n'a pas un tronc d'arbre véritable mais une grosse tige herbacée (nommée stipe), rendue rigide et épaisse par un nombre très élevé de faisceaux.
|                                                                       |                                                                   |                                                                           |                                                                      |
| Fig.1. Dragonnier d'une vingtaine d'années dans la région de Valence. | Fig. 2. Jeune Dracaena draco L'ordre 1 est issu de la germination | Fig.3. Première réitération (Lanzarote) L'ordre 2 est porté par l'ordre 1 | Fig.4. Deuxième réitération (Tenerife) L'ordre 3 porté par l'ordre 2 |

Il possède une croissance particulière, opérant par réitération d'un même schéma de production. La jeune plante est faite d'une seule tige non ramifiée (que nous appellerons « tronc » dans le sens commun), avec une touffe de feuilles à l'extrémité (fig. 1). Au bout d'une dizaine d'années, la plante produit une inflorescence terminale, portant de nombreuses petites fleurs blanc verdâtre, qui donnent des fruits rouges. Leur maturation achevée, une couronne de bourgeons axillaires apparaissent qui se développent en un groupe sympodial de branches. Durant une nouvelle décennie, ces branches de second ordre se développent (fig. 2), puis fleurissent et fructifient. La réitération du processus tous les 10 à 15 ans, aboutit à la production d'un houppier massif, ayant la forme d'une calotte sphérique plus ou moins plate.

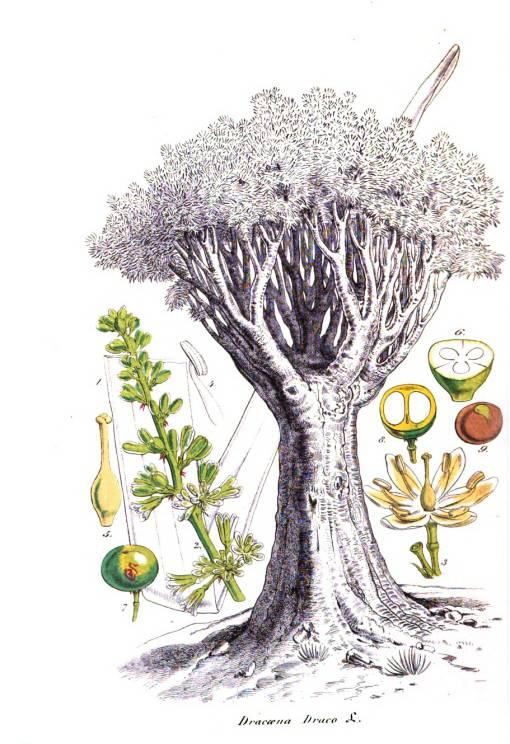
Fig. 4. Dragonnier de La Orotava avant la tempête de 1819
1. feuille, 2. panicule, 3. fleur, 4. étamine, 5. pistil, 6. ovaire, 7. baie, 9. graine (Ch. Lemaire, 1851-1854)

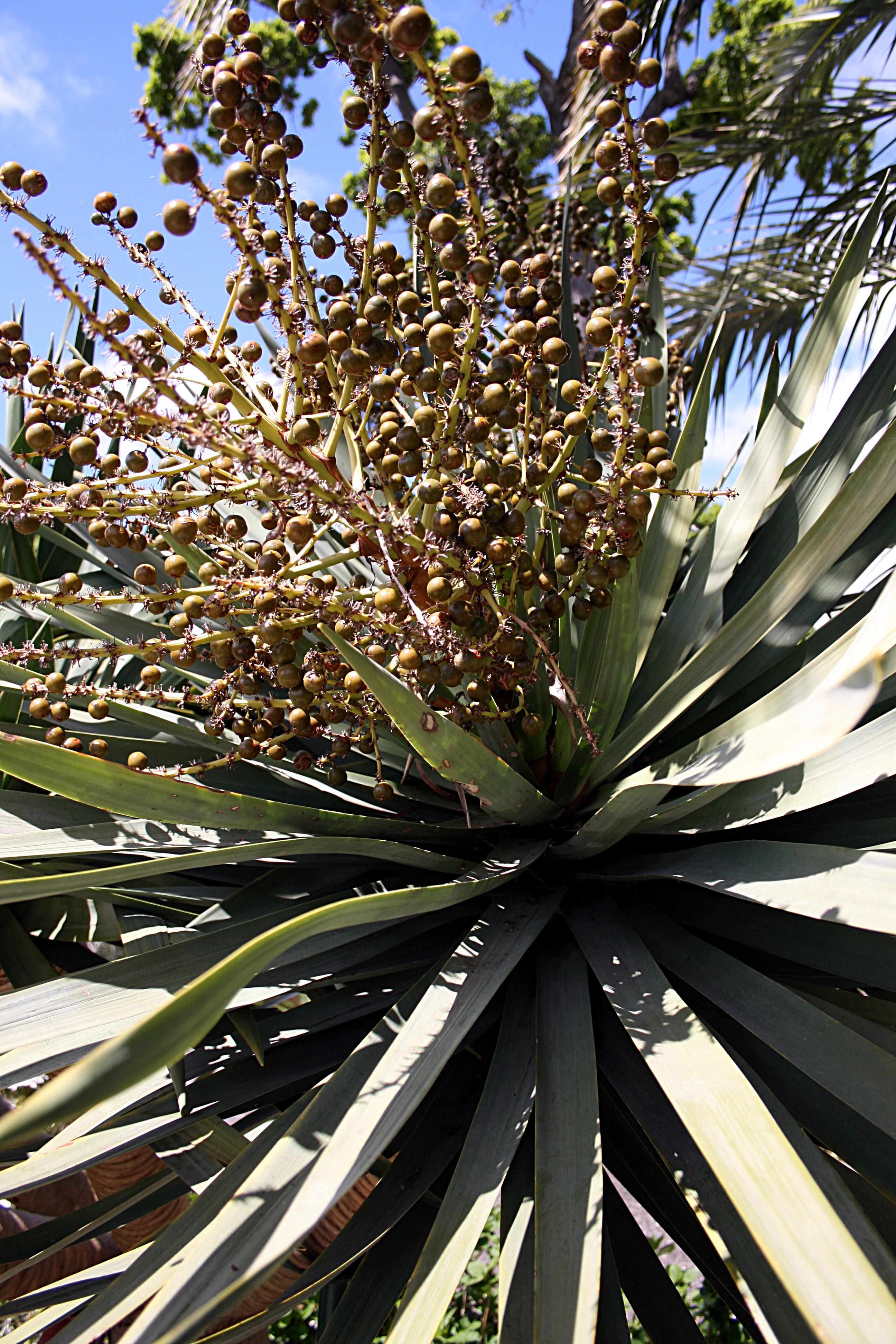
Fig. 5. Infrutescence terminale d'un dragonnier des Canaries (Madère)

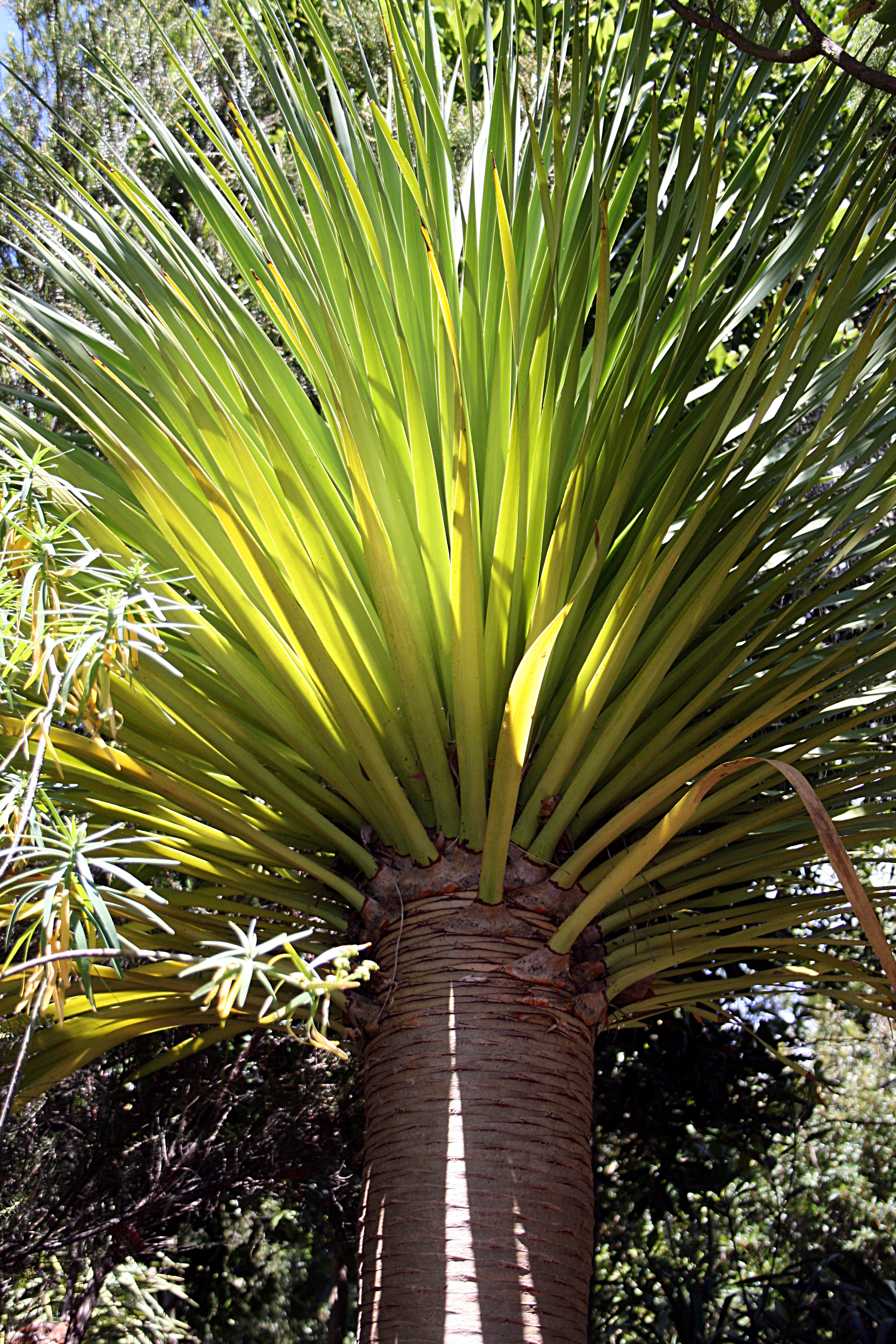
Fig. 6. Feuilles linéaires-lancéolées regroupées à l'extrémité du tronc. Jeune, celui-ci garde les cicatrices des anciennes feuilles.

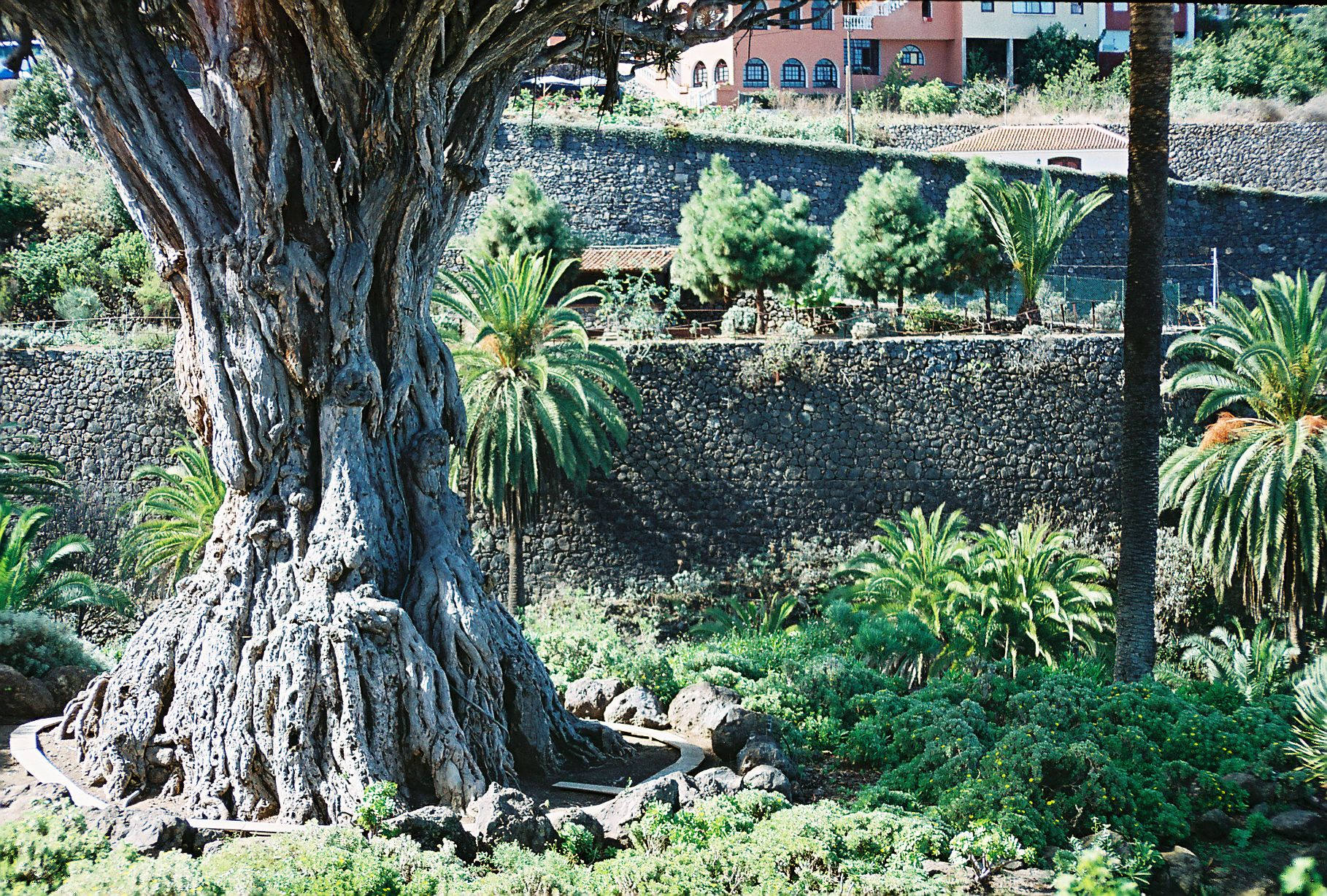
Fig. 7. El Drago de Icod (Tenerife). Base du tronc avec les anciennes racines aériennes intégrées au tronc

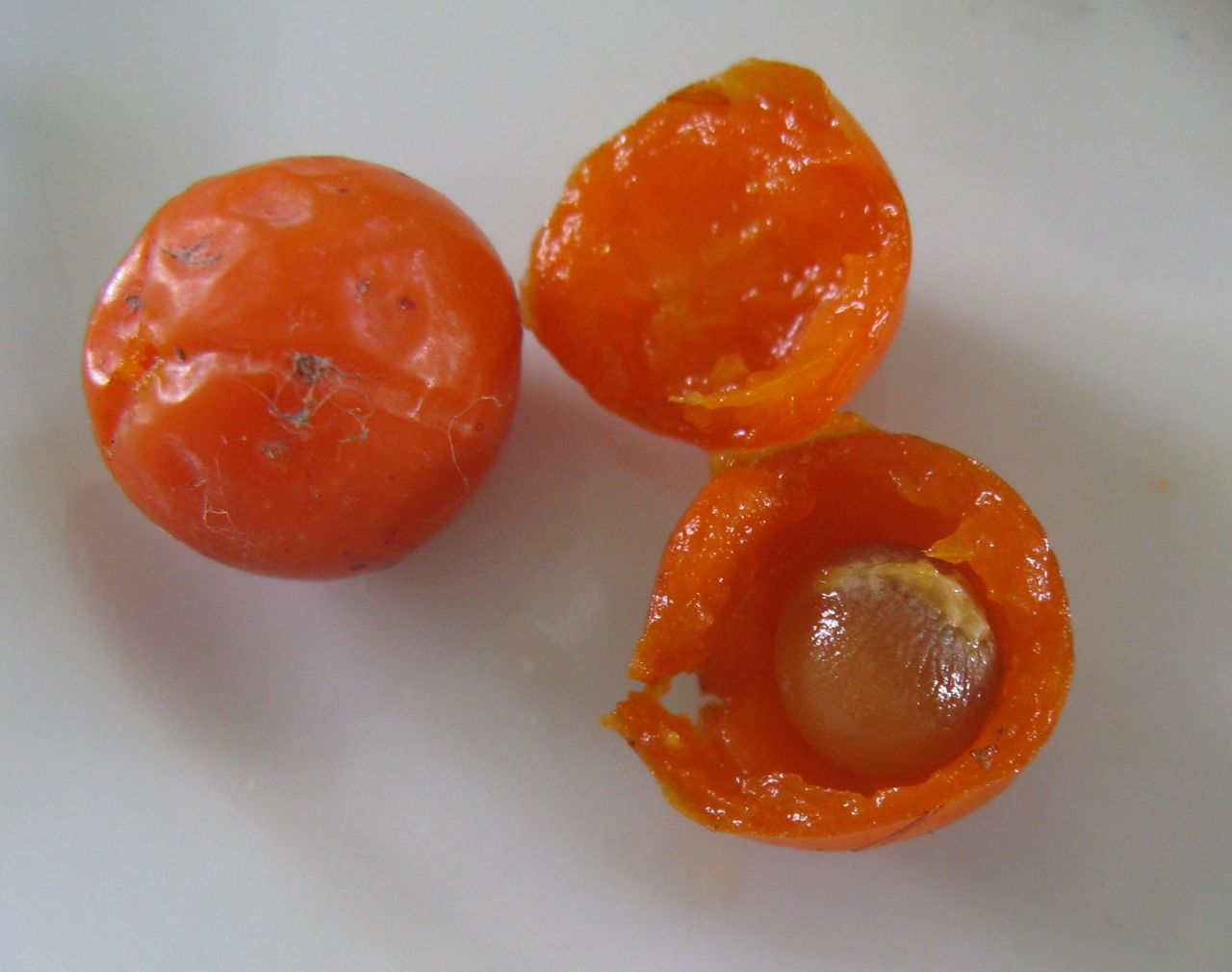
Fig.8. Fruits

Toutefois, les floraisons ne sont pas synchrones, aussi ne voit-on qu'un petit nombre de touffes de feuilles produire une inflorescence chaque année. De plus, divers incidents (comme des tempêtes, des incendies, du froid, des attaques d'insectes) peuvent produire quelques irrégularités perturbant momentanément le schéma de croissance.
Un processus original de croissance de racines aériennes à la base des nouvelles tiges permet de renforcer le tronc. On peut observer sur la figure 3, à la base des premières branches, quelques grosses racines aériennes. En croissant, elles s'accolent fortement au tronc et descendent jusqu'au sol; elles renforcent ainsi considérablement la rigidité de l'axe vertical. À la base des branches d'ordre supérieur, des racines aériennes peuvent aussi apparaître. Dans les régions humides du Cap Vert, de nombreuses fines racines aériennes ciliées couvrent les branches comme une barbe, tandis que dans les régions sèches, celles-ci sont moins nombreuses, plus grosses et proviennent principalement des points de branchement des branches. Enfin, il a été observé, qu'en réponse à un stress local ou à une blessure, le dragonnier peut faire apparaitre des racines sur la zone concernée.
Finalement, une branche avec ses racines atteignant le sol, se comporte potentiellement comme un arbre indépendant.
Le Dracaena draco se construit suivant le modèle d'édification de Leeuwenberg fait d'un axe se terminant par une inflorescence à ramification subapicale: à chaque itération, un axe est remplacé par un axe avec des ramifications terminales subapicales, la règle ne s'appliquant qu'aux derniers axes d'ordre supérieur.
Le légendaire El drago de Icod de los Vinos (Tenerife) est actuellement le dragonnier le plus vieux et le plus grand encore en vie (fig. 0 & fig. 7). Sa première mention historique date de 1503. Il atteint 20 à 21 m de haut, avec un étalement aussi large du houppier. Peut être encore plus célèbre est le dragonnier de La Orotava, décrit par des équipiers de l'explorateur Béthencourt en 1402 (cf. note n1), puis par le naturaliste Humboldt en 1799 qui lui trouva une circonférence de 24 m près du sol. Un jour de 1819, une tempête abattit un tiers de sa masse rameuse. Il fut dessiné par S. Berthelot en 1838 à la casa de Franchy, avec une porte dans le tronc. Le colosse fut finalement détruit en 1868.
L'inflorescence terminale porte des fleurs très parfumées. Elles sont composées d'un périanthe à six lobes, de couleur blanc verdâtre. La floraison se situe entre juin et la mi août, aux Canaries.
Les fruits sont des baies rouge orangé.
Les floraisons et fructifications sont en général faibles et irrégulières.

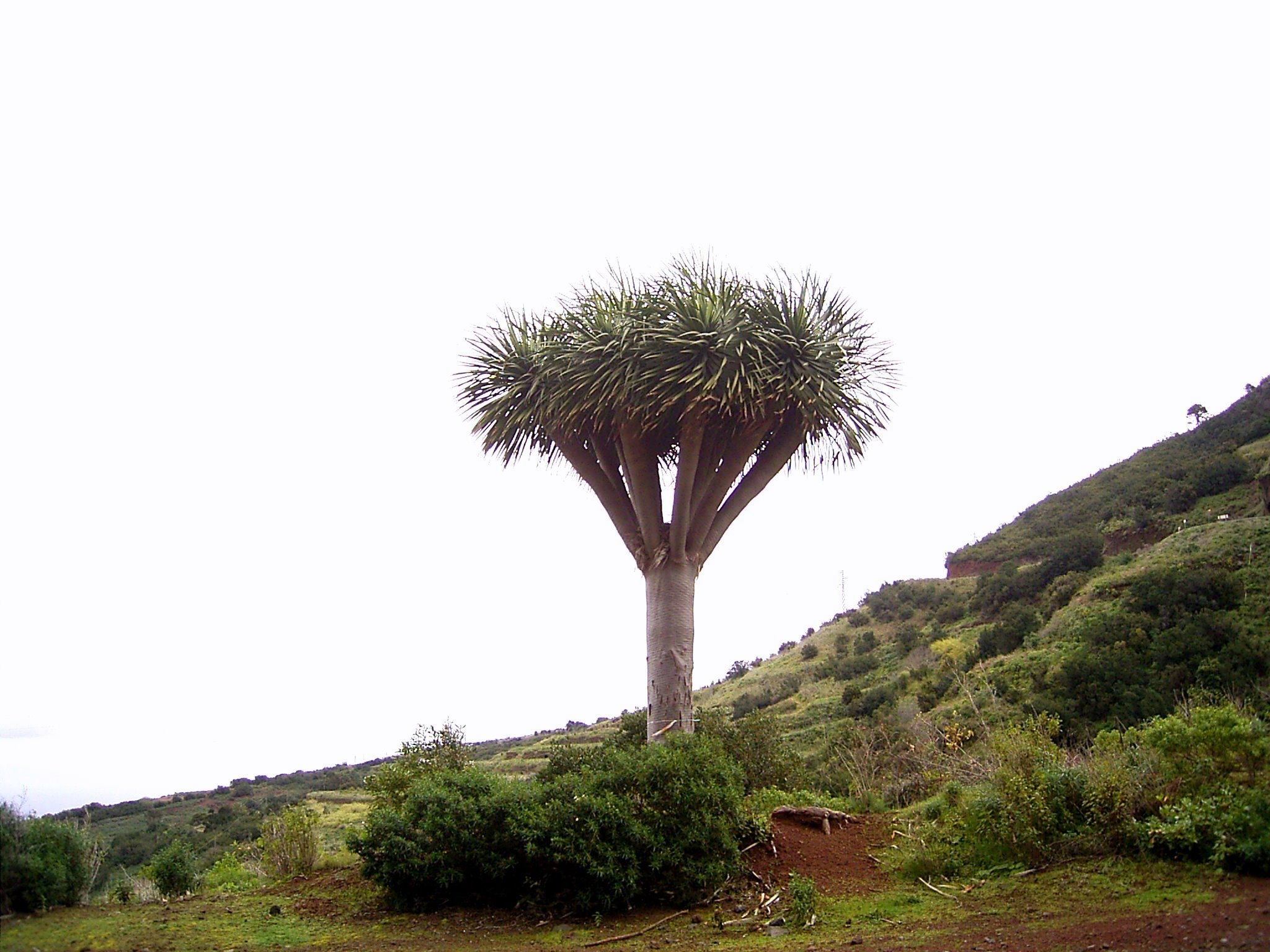
Deuxième itération (La Palma)
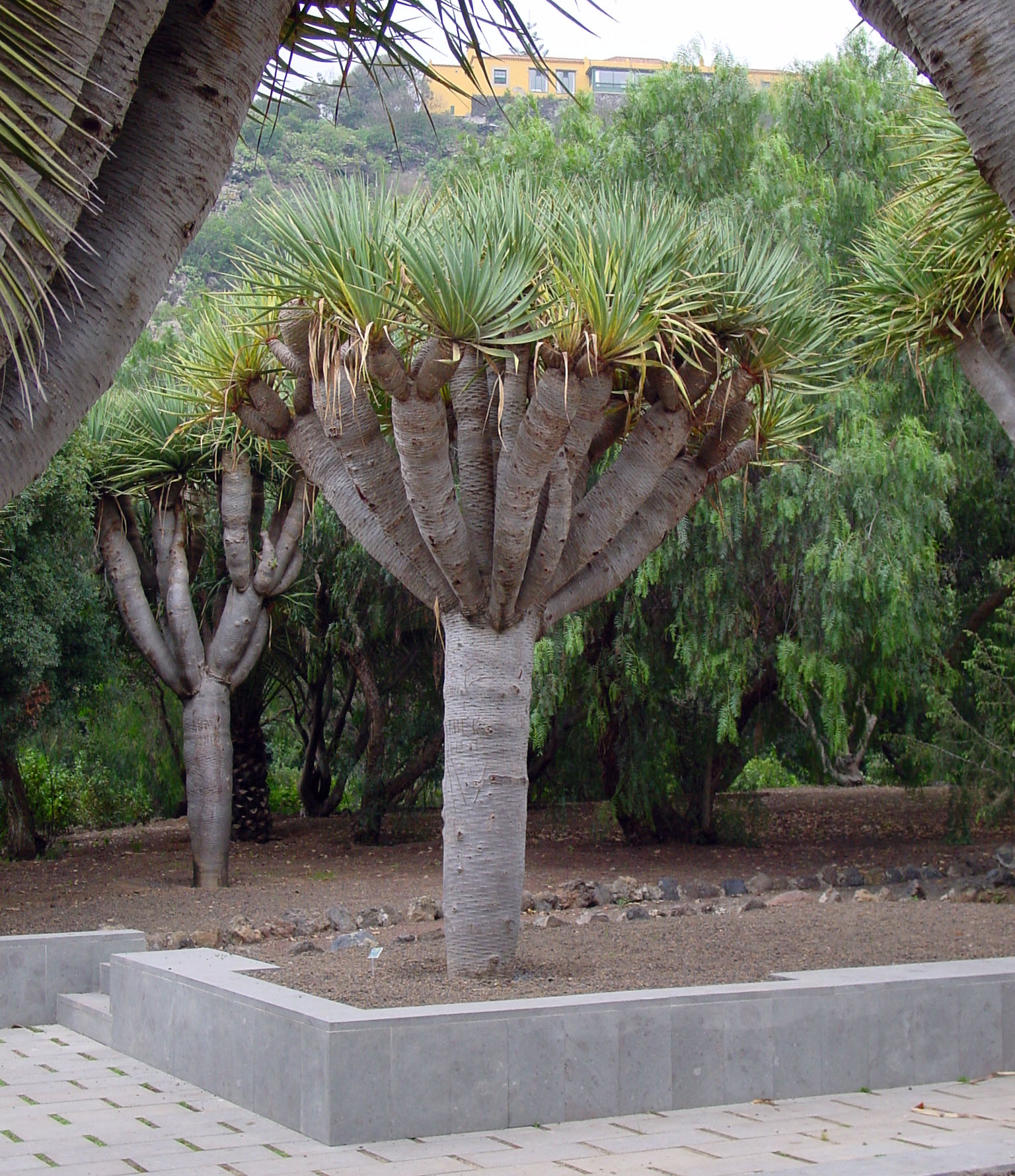
Troisième itération
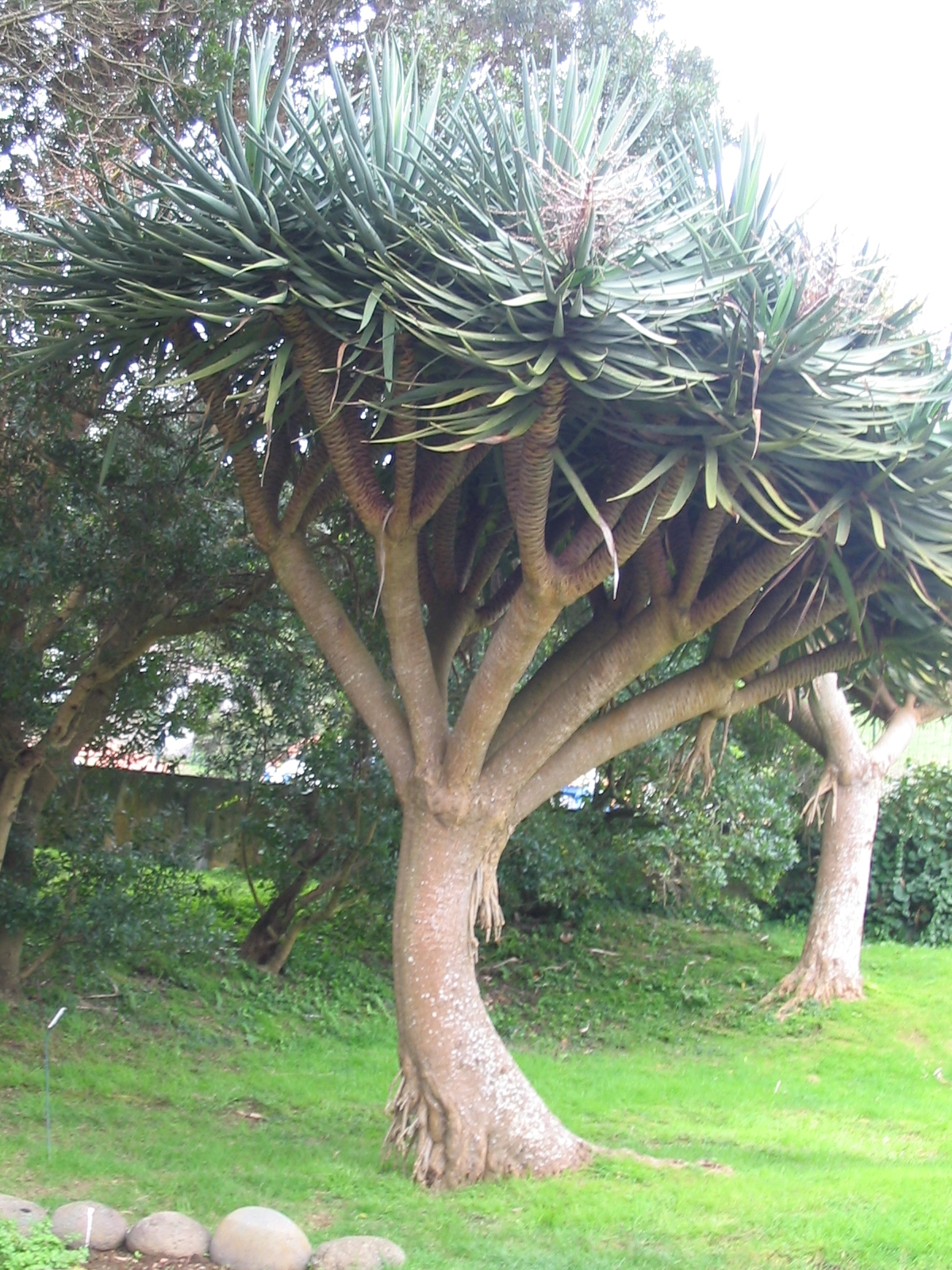
Troisième itération, racines aériennes (Azores)
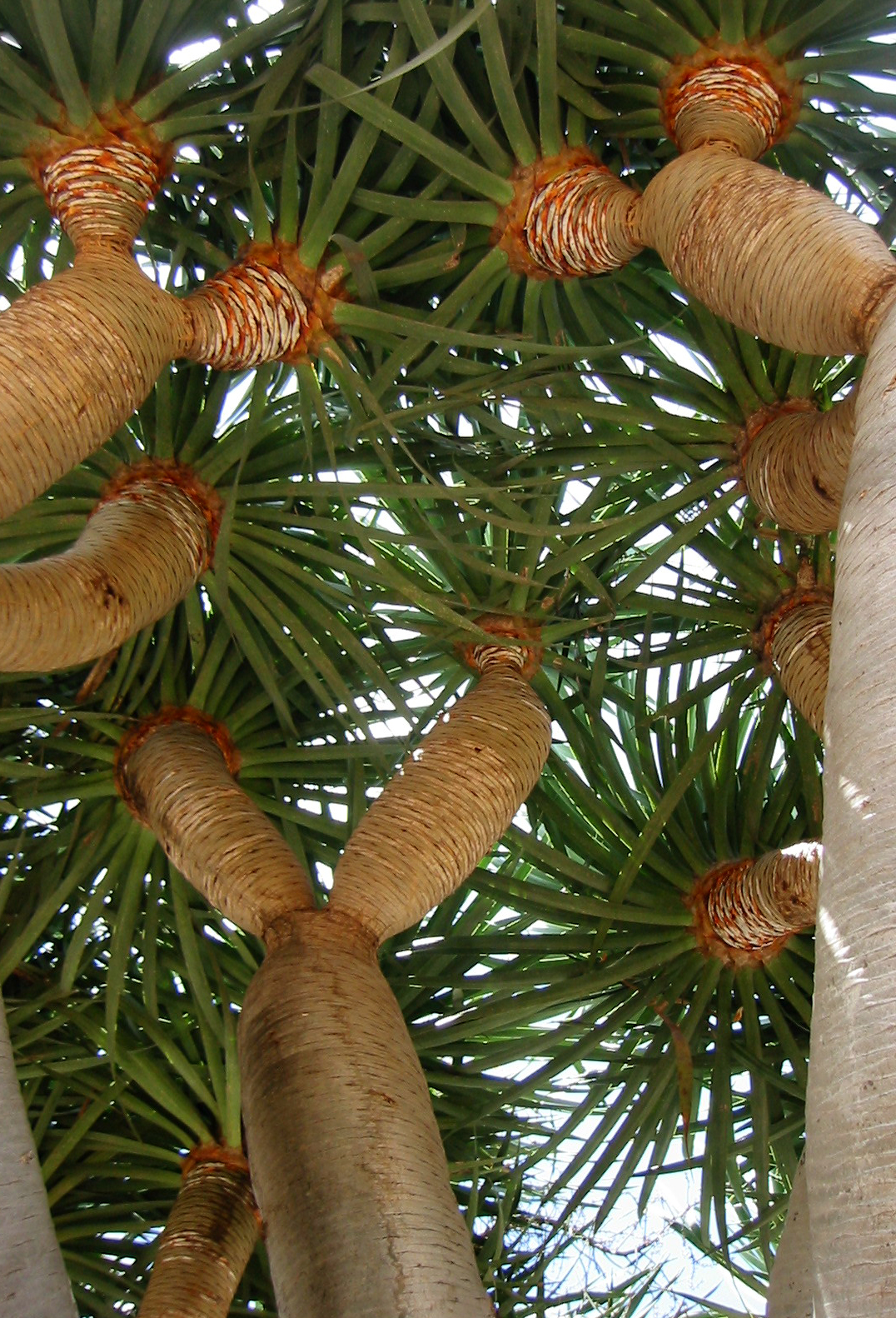
Dernières itérations d'un dragonnier
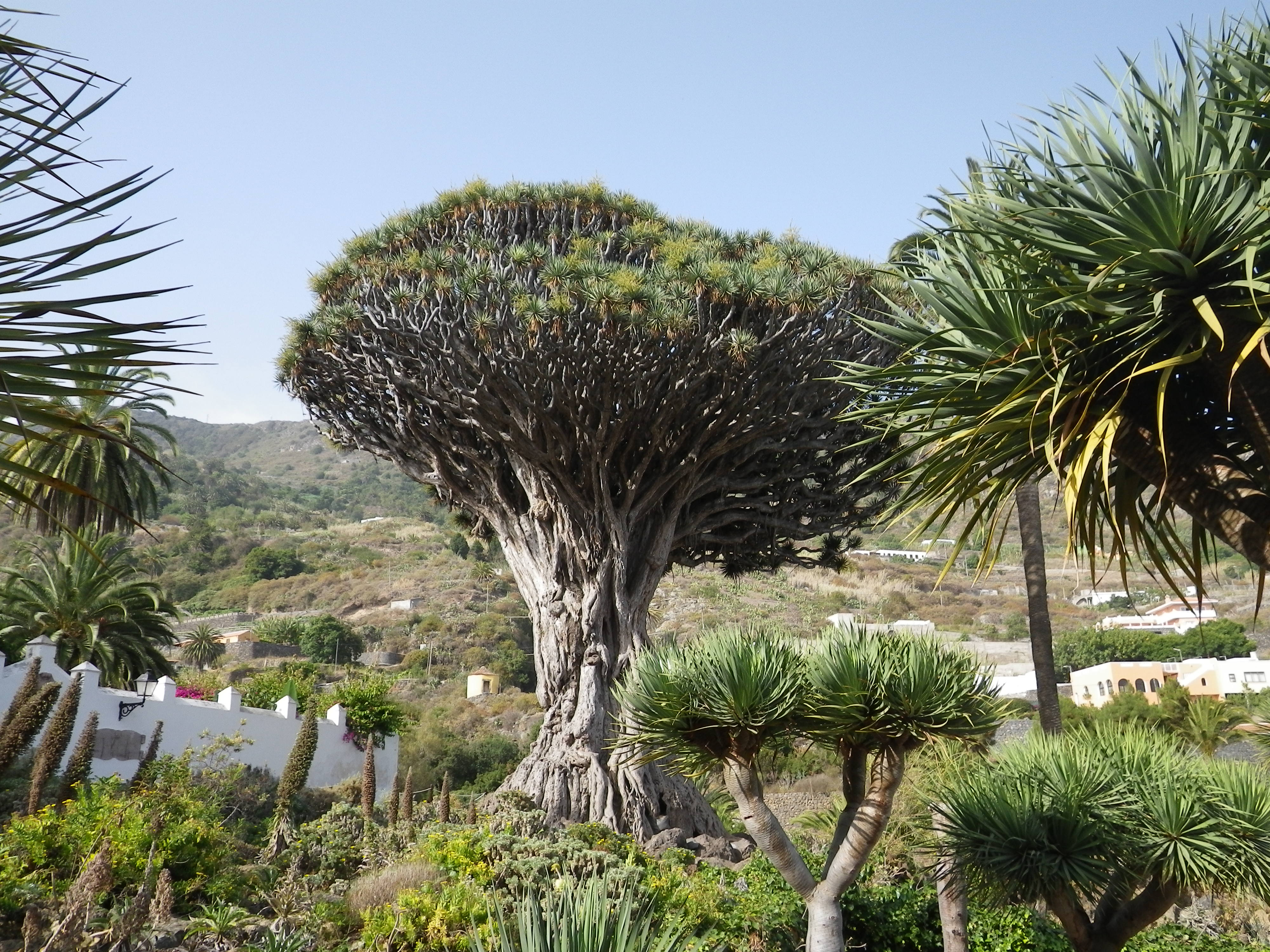
Dracaena draco, Icod de los Vinos, Tenerife
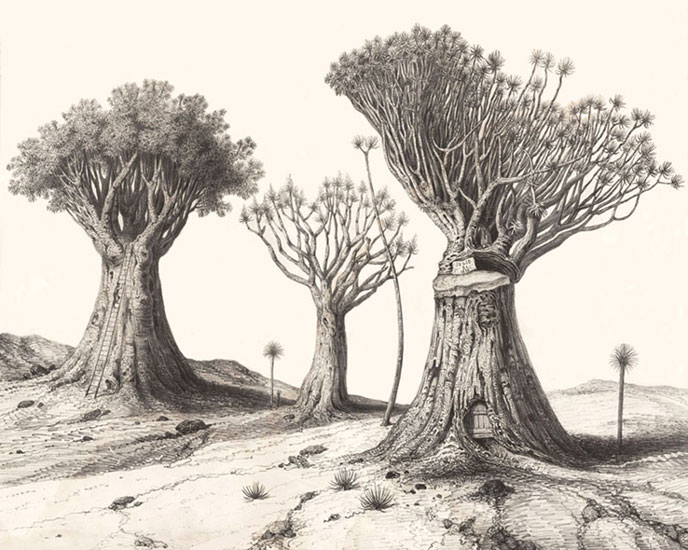
Les dragons de la Casa de Franchy à La Orotava, 1838 (Sabin Berthelot)

### Sécrétion de résine
La résine qui s'écoule des blessures prend en séchant une couleur rougeâtre, ce qui lui a valu le nom de sang-dragon (ou sang du dragon) depuis le pharmacologue grec Dioscoride et l'encyclopédiste Pline (Ier siècle).
- Sécrétion

Le Dracaena draco n'a pas de structure sécrétoire spécialisée. La production de sang-dragon se fait par des cellules parenchymateuses entourant les faisceaux vasculaires primaires et secondaires. Ce n'est donc ni de la sève brute, ni de la sève élaborée. Sa formation est induite par un traumatisme mécanique, une attaque d'insectes, ou une infection de pathogènes. Elle peut résulter aussi d'une blessure naturelle à la suite d'une chute de feuille ou de la formation de lenticelles. À la suite d'une agression ou d'une contamination, la résine est produite et s'accumule autour de la zone concernée et prévient l'extension de la contamination. C'est un mécanisme de protection de la plante.
- Composition de la résine

La résine est formée de composés phénoliques flavonoïdes: flavanols, méthylflavanes, flavanones, homoisoflavanes, chalcones,,.
Le colorant rouge principal a été identifié comme le 7,4'-dihydroxy-5-méthoxyflavylium, et nommé  dracoflavylium. La couleur rouge est due à une base quinoïde stable A, qui est l'espèce principale à pH 4-7 acide.

## Distribution
Dracaena draco est originaire des îles Canaries (Tenerife, Grande Canarie), du Cap Vert, de Madère et du Maroc.
C'est une espèce emblématique des îles Canaries où elle a presque disparu des milieux naturels. L'espèce cependant se perpétue grâce à l'horticulture. Elle est largement cultivée dans les jardins.
On avait longtemps pensé qu'elle était endémique de la Macaronésie, jusqu'à la découverte en 1996 d'une petite population sauvage dans la partie occidentale de l'Anti-Atlas marocain, près de Tiznit, considérée aujourd'hui comme la sous-espèce Dracaena draco subsp. ajgal (Benabid & Cuzin, 1997).
Le dragonnier des Canaries est une espèce en danger critique d'extinction parce que ses populations comportent peu d'individus et sont très fragmentées. D'après un recensement, il n'y aurait plus que 697 individus sauvages dans les Canaries en 2004. Il souffre aussi de l'extension des zones habitées, de la pression du pâturage et des prélèvements intempestifs de graines et de jeunes plantes. Il se cantonne donc dans les zones inaccessibles, des ravins et falaises de Tenerife. On ne sait pas pourquoi il n'y a que quelques individus sauvages dans la Grande Canarie et pourquoi il est absent à l'état naturel dans les îles de La Gomera et de La Palma. Toutefois, on se souvient que l'expédition de Béthencourt de 1402 avait vu des « dragonniers portant sang de dragon » à l'Isle de Palme. La surexploitation du sang-dragon, vendu très cher, serait-elle la cause de la disparition des dragonniers ? À Madère, moins de 300 individus sont connus, dont un seul serait natif.
La culture des dragonniers n'a débuté qu'à la fin les années 1960, avec le développement du tourisme. Les dragonniers de plus de 40 ans ont été pillés dans leurs sites naturels pour agrémenter les jardins des hôtels et des particuliers. Pratiquement tous les hôtels ont des dragonniers dans leurs jardins.

## Utilisations

### Utilisation pharmacologique du sang-dragon
La couleur rouge s'est imposée dès l'Antiquité gréco-romaine parce qu'elle renvoie au sang et au feu. Des substances d'origine minérale (comme le cinabre), végétales (comme la garance ou la résine de dragonnier) ou animale (comme la cochenille) fournissaient des pigments colorés et des matières médicales.
La pharmacopée gréco-latine utilisait ces substances. Bien que nous disposions de sources textuelles anciennes assez abondantes, leur interprétation doit être faite avec précaution car les termes ont acquis de nouvelles acceptions au cours du temps.
Dans son livre Des Pierres, le naturaliste grec Théophraste (-371, -288) décrit sans ambiguïté une espèce minérale composée de sulfure de mercure HgS, le cinabre, sous le nom de κινναβαρι kinnabari. Plus tard, Galien (+129, +216) continuera a désigner dans ses écrits pharmacologiques le cinabre, par κινναβαρι kinnabari.
Au premier siècle, un changement terminologique s'opère avec Dioscoride et Pline. Ils désignent maintenant l'espèce minérale composée de HgS (le cinabre) par minium (ou sa transcription grecque de μινιον minion) alors que le terme grec de κινναβαρι kinnabari (et sa forme latine cinnabaris) désigne une résine rouge d'arbre aux propriétés pharmacologiques intéressantes. Dioscoride n'est toutefois pas très explicite à ce sujet :
| Certains se trompent en pensant que le kinnabari est identique à ce qu'on appelle minium [cinabre]... Quant au kinnabari [κινναβαρι], il est importé de Libye, se vend à prix d'or et est si rare qu'il permet à peine aux peintres de varier les contours. Il a une couleur profonde, ce qui fait que certains voient en lui du sang-dragon [αἷμα δρακόντιον]. Le kinnabari a les mêmes propriétés que l'hématite - il est particulièrement indiqué pour les remèdes ophtalmiques - à ceci près qu'il agit puissamment; car il est plus astringent, d'où vient aussi qu'il arrête le sang et traite brûlures et éruptions cutanées lorsqu'il est mélangé à un onguent. (Matière médicale V, 94, trad. Trinquier) |
Pour Jean Trinquier, le kinnabari peut renvoyer à la résine du dragonnier de Socotra, du dragonnier des Canaries ou du rotang (le palmier sang-dragon). Un ouvrage grec anonyme du premier siècle, Périple de la mer Érythrée indique que le « kinnabari indien » est produit sur l'île de Socotra, d'où il provient sous forme de « larmes », ce qui oriente vers la résine du dragonnier de Socotra.
Selon l'hypothèse de Trinquier, les kinnabari indiens de Socotra et les kinnabari libyens (rapportés par Dioscoride) pourraient avoir d'abord été mentionnés dans les Libyka du roi Juba II de Maurétanie, puis via Sextius Niger, repris partiellement par Dioscoride et Pline.

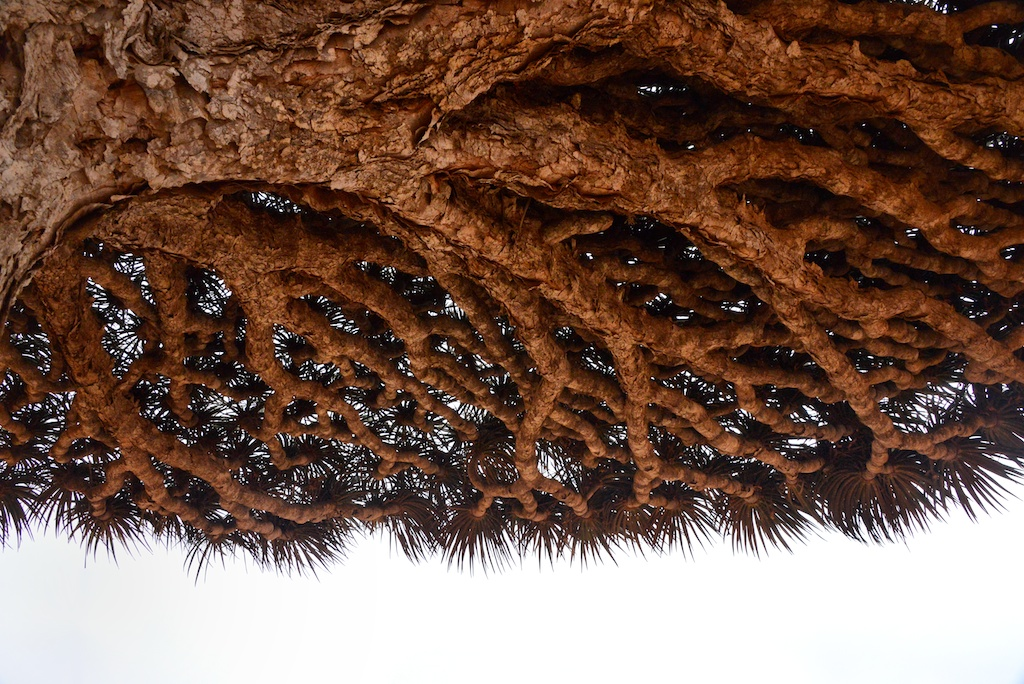
Branches de dragonnier évoquant de gros serpents drakon en train de ramper

En ce qui concerne le terme de sang-dragon venant de αἷμα δρακόντιον, aima drakontion, Trinquier remarque que le diminutif drakontion (dérivé de drakon serpent) est très souvent employé pour désigner des plantes ayant quelques ressemblances avec des serpents (ainsi la serpentaire Dracunculus vulgaris nommée drakontion, tient son nom de sa tige tachetée comme la peau d'un serpent, suivant l'explication donnée par Théophraste lui-même). L'explication la plus vraisemblable de la motivation de drakontion serait l'aspect des branches du Dracaena évoquant les sinuosités des serpents.
Les manuscrits latin de l'ouvrage de Dioscoride, De materia medica, continuèrent à circuler en Europe jusqu'à la Renaissance. Les premières traductions en langues modernes se firent à partir du XVIe siècle et purent être largement diffusées grâce à l'invention de l'imprimerie.

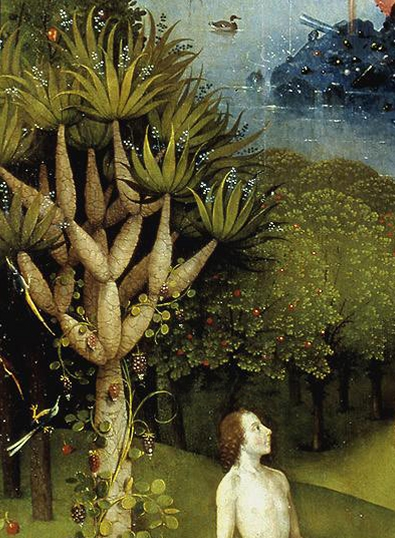
Dragonnier dans Le Jardin des délices XVe siècle

Le Siennois Mattioli (1501-1577) publia en 1544 à Venise, une traduction commentée en italien de Materia medica. Dans cette contribution significative au travail de Dioscoride (traduite en français par Jean Ruel, en 1554), Mattioli se rend compte de la difficulté d'interpréter le kinnabari de la section V, 94 (présentée ci-dessus) comme le cinabre minéral, « car notre cinabre est une drogue artificielle, composée de soufre et d'argent vif, longuement passée par le feu » et qu'il est trop corrosif et « pernicieux si on l'avale ». Il propose donc que le « cinabaris de Dioscoride » soit le « sang de dragon des apothicaires », à savoir une gomme obtenue en incisant un certain arbre d'Afrique. L'expérience montre clairement, dit-il, qu'il est astringent, et peut être recommandé « aux flux des femmes, aux dysenteries, aux crachements de sang ».
Au fil des siècles, le grec aima drakontion sera traduit en latin par sanguis draconis lequel donnera en français sang de dragon. On passe ainsi imperceptiblement du grec drakon « serpent de grande taille » au latin draco, onis « serpent fabuleux, dragon » (Gaffiot) puis au français dragon « monstre fabuleux, à queue de serpent ».
Jusqu'au XIXe siècle, les apothicaires vont régulièrement mentionner le sang de dragon (puis le sang-dragon) parmi les ingrédients pharmacologiques.
Au XVIIe siècle, les pharmacopées européennes précisent les sources de cette matière médicale : le sang de dragon apporté des Isles Canaries pour Bauderon (1627) ou venant d'arbres d'Amérique centrale (Pterocarpus) (Acosta, 1619), connu pour « arrêter le flux de ventre...[et] le flux de sang ».
Le médecin et chirurgien du roi, David de Planis Campy  utilise pour arrêter l'hémorragie, divers emplâtres et baumes à base de « chaux vive, sang de Dragon, gypse, aloës, etc. ».
Toutefois au milieu XIXe siècle, le pharmacien Guibourt signalait que le sang-dragon n'était plus commercialisé aux Canaries. Après avoir été exploité par les Espagnols au premier temps de la colonisation des îles, « depuis longtemps on a cessé de le récolter, et même aux îles Canaries il est impossible aujourd'hui de s'en procurer la moindre quantité ».
Traditionnellement en Europe, le sang-dragon a été utilisé comme hémostatique, antidiarrhétique, antiulcer, antimicrobien, antiviral, antitumeur, anti-inflammatoire, pour guérir les plaies etc..
Depuis le milieu du XXe siècle, plusieurs études pharmacologiques ont été menées sur la composition, les activités et les usages thérapeutiques de la résine et des parties aériennes du dragonnier.
Il a été montré que l'extrait de résine du Dracaena cinnabari (de Socotra) possède des propriétés antibactériennes contre le Staphylococcus aureus, Bacillus subtilis, Micrococcus ﬂavus et Escherichia coli, etc. . Il est très vraisemblable que des propriétés semblables existent pour Dracaena draco.
Le dragonnier des Canaries est une bonne source de saponines stéroïdiques potentiellement cytotoxiques sur les cellules tumorales. Dans les parties aériennes ont été isolées plusieurs de ces saponines stéroïdiques qui montrent une activité potentiellement cytotoxique contre les cellules HL-60 (en) (Darias et al., 1989). De nouvelles saponines stéroïdiques, nommées draconine A, draconine B et icogénine, ont depuis été identifiées avec les mêmes propriétés cytotoxiques (Gonzales et al, 2003). Le mécanisme d'action passe par l'induction de l'apoptose.

### Utilisation comme colorant
Les anciens Romains utilisaient la résine comme colorant et en faisaient le commerce.
On trouve au Maroc des dessins rupestres anciens réalisés avec la résine du dragonnier.
Les Guanches, premiers habitants des Canaries, l'utilisaient pour momifier leurs morts.
Le sang-dragon servait aussi pour vernir les violons.
On attribuait à l'arbre des vertus magiques.

### Culture ornementale
L'espèce se reproduit facilement par bouture ou marcottage mais aussi à partir des graines. La plante étant en danger critique d'extinction, surtout ne rien prélever dans la nature.
Le dragonnier des Canaries peut être planté dans les jardins en climat méditerranéen. En pot, il est rare que la plante se ramifie. En pleine terre, elle se ramifie une première fois après environ 15 ans

### Iconographie
Le dragonnier des Canaries Dracanea drago apparaît sur une gravure de La fuite en Egypte de 
SCHONGAUER (1470-91), sur une gravure de la Tentation (1493) par WOLGEMUT et, enfin, sur le panneau  de gauche, celui du Paradis, du Jardin des délices (1490-1500) de BOSCH puis il disparaît complétement de l’art chrétien. Le dragonnier des Canaries chez SCHONGAUER, WOLGEMUT et BOSCH est satanique et non christique.